# František Chaun
František Chaun (* 26. Januar 1921 in Kaplice; † 30. Dezember 1981 in Prag) war ein tschechischer Komponist, Pianist, Sänger, Maler und Schauspieler.

## Leben
Nachdem er das Gymnasium in Louny absolviert hatte, stand František Chaun schon seit Beginn der 1940er-Jahre in engem Kontakt mit einem Kreis von Surrealisten, zu denen etwa Jaroslav Janík, Kamil Linhart, Jaroslav Mrnka, František Fast und Hugo Havlík zählten. Ein Studium der Pharmazie schloss er 1946 als Magister ab. Anschließend arbeitete er bis 1966 in Prager Apotheken und in einem Arzneimittellabor. Schon währenddessen, insbesondere aber danach widmete er sich vielfältig seinen künstlerischen Tätigkeiten. In diesen Bereichen war er primär Autodidakt, er nahm aber auch kurze Zeit privaten Kompositionsunterricht bei Jindřich Feld und Klement Slavický. Neben Instrumental- und Vokalstücken gestaltete er Musik für Tonband, die er im Pariser Studio Acousti realisierte. Seinem vergleichsweise kleinen musikalischen Œuvre von rund dreißig Werken steht seine Arbeit als Maler von mehreren hundert Bildern gegenüber. Eine Freundschaft verband ihn mit dem Franzosen Jean Dubuffet, dem er sich stilistisch verwandt fühlte, sodass man ihn als einen der prominentesten tschechischen Vertreter der von Dubuffet als solche definierten Art brut bezeichnen kann. Als Schauspieler und schriftstellerisch neigte er insbesondere zum Satirischen und Kabarettistischen. Mit seiner Frau Eva Farenzenová hatte er zwei Kinder; sein Sohn ist der Drehbuchautor und Regisseur Igor Chaun (* 1963).

## Werke (Auswahl)

### Chor und Orchester
- Was sagt Lokali?. Kantate nach Worten von Václav Sýkora für Bariton, Chor und Orchester (1962)
- 150.000.000. Kantate nach Worten von Wladimir Majakowski (1961–1963)

### Orchester
- Fantasie (1958)
- Kafka-Trilogie[5]
  - 1. Die Verwandlung (1969)
  - 2. Das Schloss (1966–1967); Erstfassung als Die Geschichte des Landvermessers (1964–1965)
  - 3. Der Prozess (1967)
- Fünf Bilder (1970–1972)
- Bild „Erinnerung an Josef Hlinomaz“ (1980)

### Soloinstrument(e) und Orchester
- Sinfonietta buffa für Fagott, Klavier und Streichorchester (1962–1963)
- Ghiribizzo für Klavier und Orchester (1969)
- Hommage à Dubuffet. Doppelkonzert für Violine, Violoncello und Kammerorchester (1969–1970)[6]

### Ensemble
- Divertimento für neun Blasinstrumente (1960–1961)
- Decimeto für Nonett und Klavier (1966)

### Duo, Kammermusik
- Musik für Violine und Klavier (1955–1959)
- Trio für Klarinette, Horn und Kontrabass (1965–1967)
- Ulysses. Streichquartett Nr. 1 (1969–1970)
- Duo für Viola und Kontrabass (1970)
- Serenata rabbiosa für Violine und vier Kontrabässe (1971)
- Bruno-Quartettino buffo. Streichquartett Nr. 2 (1975–1976)

### Lied
- Lieder nach Gedichten von Rainer Maria Rilke für mittlere Stimme und Klavier; tschechische Übersetzung von Ladislav Fikar (1958)

### Chor
- Was Großmutter sang. Liederkranz nach Texten aus Volkspoesie sowie von Emilie Chaunová und František Chaun für Frauenchor (1971)